# Oblo (langue)
L'oblo est une langue de l'Adamaoua non catégorisée, pratiquement disparue (statut 8b) qui était parlée au nord du Cameroun, dans le département de la Bénoué, l'arrondissement de Pitoa, aux environs des villages de Gobtikéré, Ouro Bé et Ouro Badjouma.